# Ангел Карагюлев
Ангел (Ангеле) Карагюлев (Карагюле) е български музикант, кеменджия от XIX век от Македония, един от основоположниците на чалгийската музика.

## Биография
Роден е в град Охрид, тогава в Османската империя и принадлежи към големия охридски род Карагюлеви. Става кеменджия и влиза в една от най-старите охридски чалгийски тайфи. Автор е на много стари охридски песни, между които и „Фанче, оди во Калища“, създадена около истински личности около 1860 година. С тайфата си Ангел свири на главните панаири в района - „Света Петка“ във Велгощи, манастира „Вси Светии“ в Лешани, Калищкия манастир и други, както и в известната градска механа на Коста Белев. Негови последователи са Климе Куртев във втората половина на XIX век и Климе Садилов на границата на двата века и първата половина на XX век.
Негов син е Александър Карагюлев.